# سنت-آن-ده-مون، کبک
سنت-آن-ده-مون (به فرانسوی: Sainte-Anne-des-Monts) شهرکی در منطقه شهری لا اوت-کاسپزی ناحیه گاسپزی-ایل-دو-لا-مادلن در استان کبک کانادا است. در سرشماری سال ۲۰۱۱ این شهرک ۶٬۹۷۸ نفر جمعیت داشته‌است و مساحت آن ۲۶۳٫۶۲ کیلومتر مربع است.